# Escabino
Según la Real Academia Española, escabino es el miembro de un escabinado y escabinado es un tipo de tribunal de jurado, compuesto por jueces profesionales y por ciudadanos legos designados por sorteo.
La posición de escabino en diferentes momentos y lugares, tuvo varios significados:
- En París en el siglo XVII, el término "escabino" designaba a un magistrado. En el Antiguo Régimen, el preboste de los comerciantes-jefe de la municipalidad de París, encargado de abastecer a la ciudad de obras públicas, la recaudación de impuestos y controlar el comercio fluvial fue ayudado por cuatro escabinos.[2]

- En Lyon y Marsella, escabino correspondía al actual concejal de un ayuntamiento.[3]

- En Bélgica y Luxemburgo, en la actualidad, los escabinos son miembros de la representante del órgano colegiado electo de un municipio, así como las funciones legislativas y ejecutivas, actuando como auxiliares de la burgomaestre.[4]